# Claire Bonebakker
Clara Johanna (Claire) Bonebakker (Soerabaja, 1 mei 1904 - Taxco de Alarcón (Mexico), 9 september 1979) was een Nederlandse schilderes. Ze wordt gerekend tot de Veerse Joffers, een groep vrouwelijke kunstenaars die in de 20e eeuw werkzaam waren in Veere.

## Biografie
Claire Bonebakker werd geboren in Surabaya, Nederlands-Indië, als oudste kind van Willem Christiaan Bonebakker, directeur bij de Koloniale Bank, en Clara Constance Jacoba Bauer. In 1915 verhuisde het gezin naar Nederland en vestigde zich aan de Keizersgracht 580 in Amsterdam. Claire volgde onderwijs aan een privéschool en het meisjeslyceum aan de Pieter de Hoochstraat. Op advies van haar tekenlerares Louise Beijerman kreeg ze op haar zestiende extra tekenlessen. Van 1921 tot 1922 verbleef ze op het meisjesinternaat ’t Kopje in Bloemendaal. Na het overlijden van haar moeder in 1923 werd Bonebakker eerst ontvangstdame van haar vader, die een drukke baan had bij de Cultuurbank. Pas in 1930 zou zij zich gaan toeleggen op het schilderwerk.

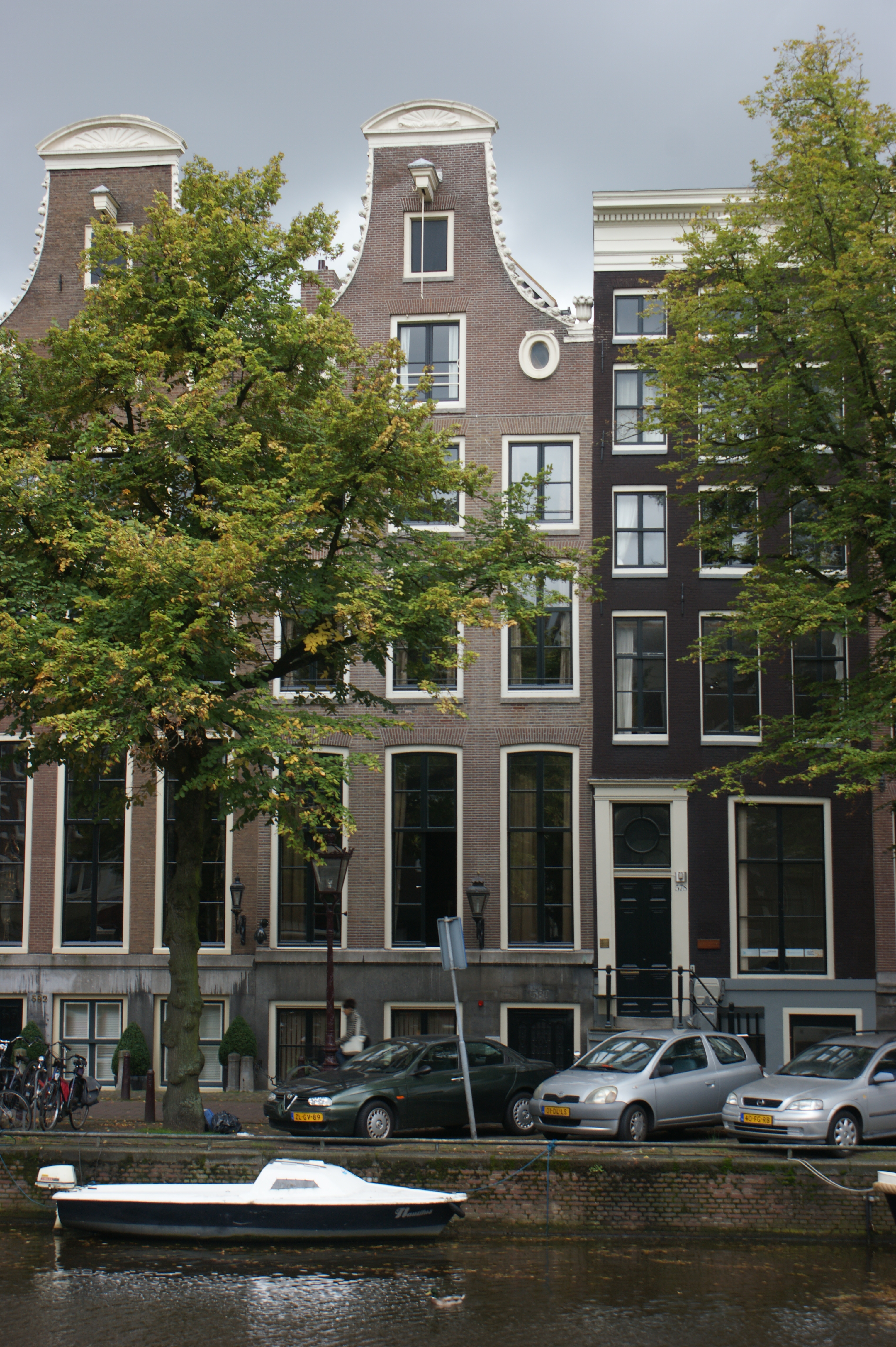
Keizersgracht 580, Amsterdam

In november 1926 trouwde ze met Theodoor “Theo” Meindert Verrijn Stuart. Het huwelijk werd in augustus 1930 ontbonden. Ze werd vervolgens actief als kunstschilderes en volgde lessen bij Ernst Richard Dietze in Dresden. In 1933 vestigde ze zich in Parijs en nam les bij de Zweed Anders Osterlind. Ze werd lid van de Salon du Dessin et de la Peinture à l’Eau en van de Union des femmes peintres et sculpteurs. In 1934 exposeerde ze op de Salon des Tuileries. Datzelfde jaar trouwde ze met bankier Kees Goedewaagen. Ze leefden in Amsterdam maar scheidden in 1939.
Ze verbleef daarna in het “Dijkhuis” nabij Veere, in eigendom van kunstenaar Frits Lensvelt sr. In 1941 trouwde ze met Lambert Martinus Prinsen Geerligs. Tijdens de oorlog pendelde ze tussen Walcheren en Den Haag, maar werd in 1942 uit Zeeland geëvacueerd. In 1946 kocht ze het 17e-eeuwse huis „De Coerenblom“ aan de Kaai in Veere, dat zij liet restaureren. Ze leefde er alleen, met een kleurrijk ingericht atelier en interieur, en ontving er collega’s als Jeanne Bieruma Oosting, Louise Beijerman en Sárika Góth.
Van 1947 tot 1954 had ze een relatie met gymnastiekleraar Jan Koers. Haar derde huwelijk werd in 1949 formeel beëindigd. In 1955 hertrouwde ze met schilder Walther von Bernuth, met wie ze kortstondig getrouwd bleef. Samen richtten ze de “Prix de Zélande” op. Bonebakker stond bekend om haar flamboyante en vrije levensstijl, waarmee ze zich onderscheidde binnen het Veerse kunstenaarsmilieu. In 1955 werd ze medeoprichtster van de Zeeuwse Kunstenaarskring. Ze reisde vaak naar Zwitserland, Oostenrijk en Frankrijk, en verbleef geregeld op Mallorca waar ze lid werd van de Grupo de Acuarelistas de Baleares.
In 1956 vertrok Bonebakker met haar hond Lucio naar Mexico. In Taxco de Alarcón bouwde ze tussen 1958 en 1959 haar huis „La Cumbre Soñada“, waar ze gastenverblijven en een restaurant inrichtte. Ze ontving prominenten als Prins Bernhard, Brigitte Bardot, Joseph Luns en Willem Oltmans. Door financiële en gezondheidsproblemen moest ze het huis in 1973 verkopen. Ze verhuisde naar Cuernavaca en later naar een huurwoning in Taxco, waar ze in 1979 overleed. Ze werd begraven op de begraafplaats van Taxco.

## Werk
Claire Bonebakker woonde en werkte een belangrijk deel van haar leven in Veere. Met Mies Callenfels-Carsten, Lucie van Dam van Isselt, Anneke van der Feer, Sárika Góth, Jemmy van Hoboken, Ada Góth-Löwith, Ina Rahusen en Bas van der Veer wordt zij gerekend tot de Veerse Joffers. Ook was zij lid van de vereniging De Zeester, een kunstenaarscollectief voor vrouwen. De Duitse schilder Ernst Richard Dietze was haar leraar, evenals de in Parijs woonachtige, van oorsprong Zweedse schilder Anders Osterlind. Door haar flamboyante levensstijl nam zij in het Veerse kunstenaarsmilieu een aparte plaats in. Haar schilderijen bevinden zich voornamelijk in particuliere collecties. Zij exposeerde in Amsterdam, Den Haag en in 1953 ook in Parijs.
In 1937 portretteerde Bonebakker de Indische prinses Gusti Raden Ayu Siti Nurul Kamaril Ngasarati Kusumowardhani. Ze schilderde vooral bloemen, stadsgezichten, landschappen, stillevens en portretten in laat-impressionistische stijl, en gebruikte aquarel, inkt, olieverf en pen. In de jaren 1950 werd haar werk expressionistischer met een uitbundiger kleurgebruik. Ze exposeerde regelmatig, ook in Parijs, waar haar werk werd geprezen om haar levensvreugde en kleurgevoel. Naast schilderen ontwierp ze ook textiel en interieurs. Haar werk weerspiegelde haar persoonlijkheid: flamboyant, decoratief en expressief.

## Tentoonstellingen (selectie)
- 2017: ‘‘Claire Bonebakker, Frits Lensvelt en het Dijkhuis’’, Museum Veere
- 2002: ‘‘Zonder kleur kan ik niet leven’’, Marie Tak van Poortvliet Museum, Domburg
- 1956: „Grupo de Acuarelistas de Baleares“, Mallorca (gouden medaille)
- 1953: ‘‘De Zeester met Zwitserse invité’s’’, Museum Fodor, Amsterdam
- 1952/53: Retrospectieve, Galerie Doucet, Parijs
- 1949: ‘‘Haagse Kunstenaars’’, Kunstmuseum Den Haag
- 1945: ‘‘Kunst in Vrijheid’’, Rijksmuseum Amsterdam
- 1941: ‘‘Sint Lucas’’ & ‘‘Pro Arte Christiani’’, Stedelijk Museum Amsterdam
- 1940: ‘‘Sint Lucas 1880–1940’’, Stedelijk Museum Amsterdam
- 1939/40: ‘‘Onze kunst van heden’’, Rijksmuseum Amsterdam
- 1938: Salon des Tuileries, Parijs; Galerie „Santee Landweer“, Amsterdam
- 1934: Stilleven, Salon des Tuileries, Parijs